# Melomakarono

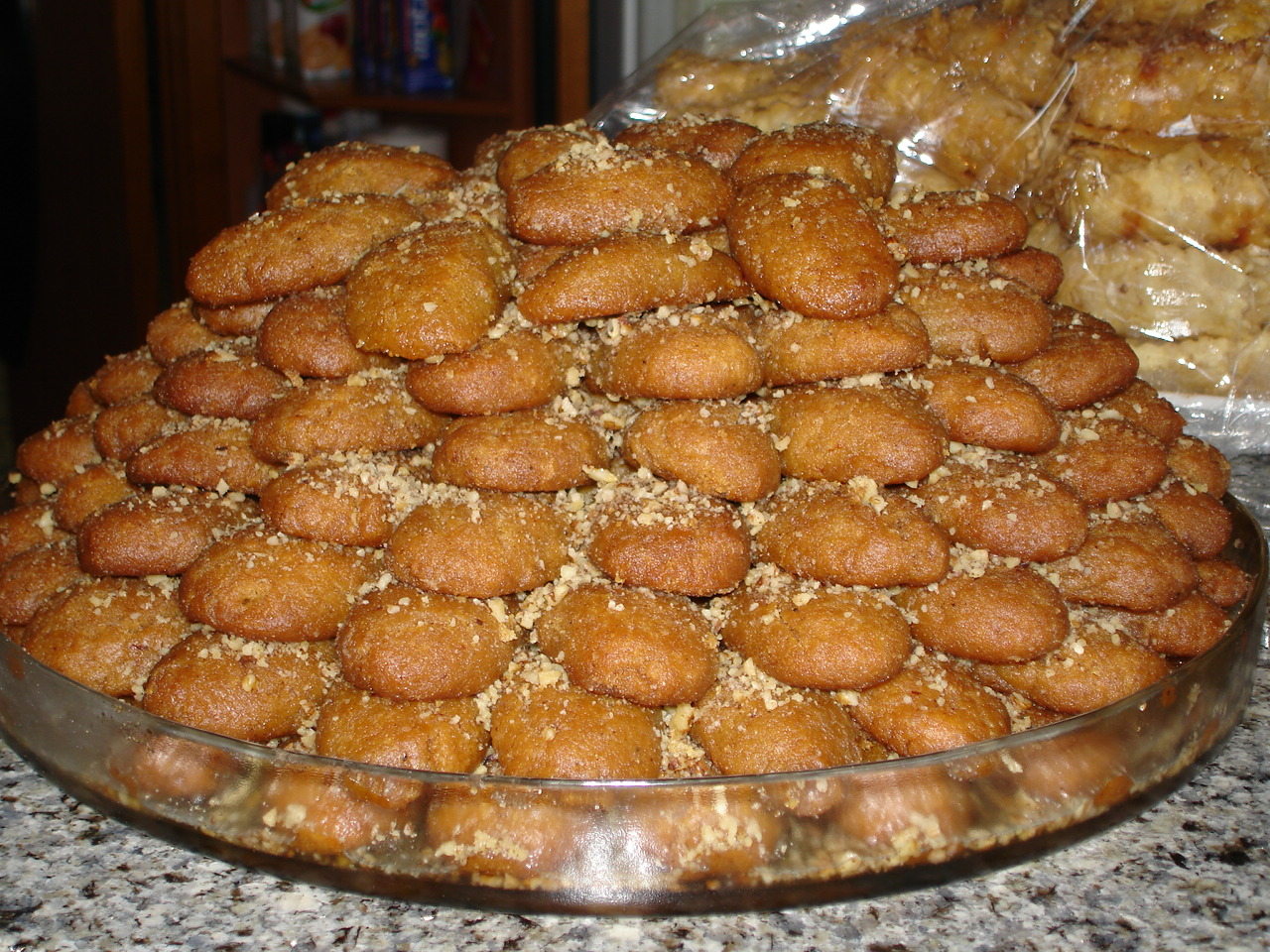
Melomakárono.

El melomakárono (en griego μελομακάρονο o μελομακάρουνο; plural melomakárona) es un pastel griego hecho principalmente de harina, aceite y miel. Otros ingredientes son la sémola, el azúcar, la cáscara o el zumo de naranja, el brandy, la canela y otras hierbas. Es un dulce imprescindible en los hogares griegos por Navidad.